# Corrado Simioni
Corrado Simioni (Dolo, 10 décembre 1934 - Crest, 8 octobre 2008,) est un ancien terroriste d'extrême gauche, vice-président de la Fondation Abbé-Pierre et fondateur de l’école de langues Hypérion.

## Biographie
Il est un des fondateurs du Collectif politique métropolitain (it) qui, à la suite de plusieurs changements de noms, devient les Brigades rouges (BR). Vanni Molinaris, Corrado Simioni et Duccio Berio quittent rapidement cette organisation pour fonder le Superclan, une structure clandestine qui aurait servi de centrale internationale pour le terrorisme et serait affiliée aux BR. Ils s'installent à Paris en 1976 et y fondent l'année suivante l’école de langues Hypérion qui semble être la base de Superclan et le repaire du terrorisme international, avec des succursales à Londres, Bonn, Bruxelles.
Selon Alberto Franceschini, il serait le chef des second des Brigades rouges.